# Aïn Errich
Ain Errich là một đô thị thuộc tỉnh Msila, Algérie. Dân số thời điểm năm 2002 là 10.548 người.